# Naniwa Maru

Le Naniwa Maru (浪華丸) est la réplique d'un navire de commerce japonais de la période Edo (1603-1868) de type higaki kaisen. Il a été construit pour être l'exposition principale du Musée Maritime d'Osaka, suivant des principes d’archéologie expérimentale académiques, et il a été testé  en mer avant d’être transféré dans le nouveau musée.

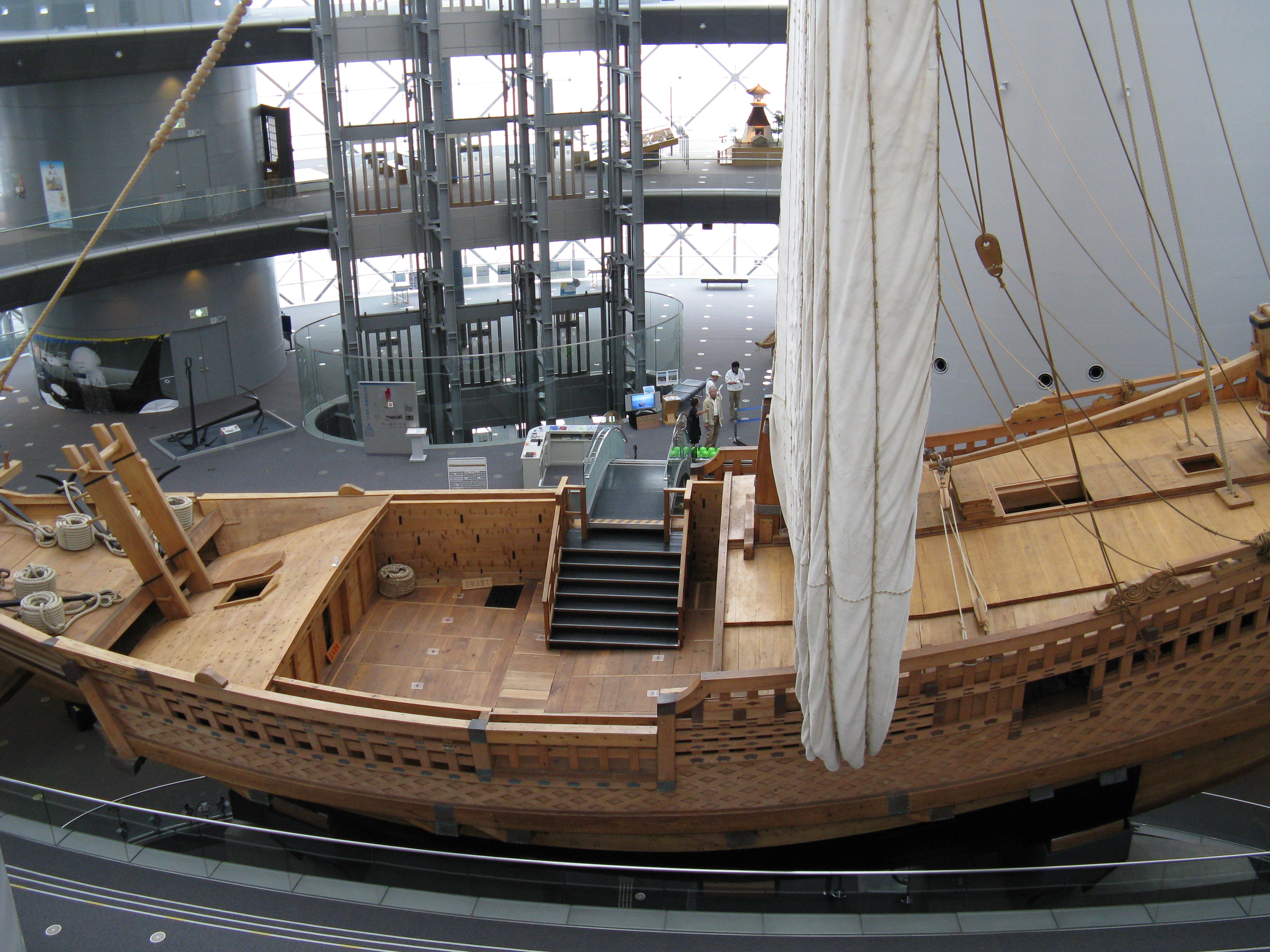
Le Naniwa Maru dans le Musée Maritime d'Osaka

## Histoire
Au cours de la période d'Edo, les navires higaki kaisen étaient utilisés pour le transport entre Osaka et Edo (aujourd'hui Tokyo), le long de la côte. Parmi les objets transportés, on compte le coton, l'huile, le papier et des médicaments.

## Noms
Le nom Naniwa Maru vient de l'ancien nom pour Osaka - Naniwa, et le suffixe donné aux bateaux japonais de commerce, Maru. Le nom du type de navire, higaki kaisen (菱垣廻船 ()), provient du nom des plats-bords en bambou en forme de losanges, higaki, qui permettaient de maintenir les marchandises sur le pont, et kaisen, ou "bateau côtier".

## Construction
Les plans du navire ont été élaborés sur ordinateur, en se basant sur des dessins originaux datant de l’époque Bunka (1804-1817). Le navire a une longueur de 30 m, est haut de 27,5 m, avec une envergure de 7,4 m, et il pèse 90t.
On a utilisé un certain nombre d'essences de bois dans sa construction, tout comme on l'aurait fait pour un navire de l’époque. Le pin, le cèdre, le cyprès du japon et le chêne rouvre sont tous utilisés dans la construction de la coque et du mât, tandis que la voile est une toile de coton de type matsuemon-ho et on a utilisé des clous de vieux style japonais tels que nuikugi et toshikugi.

## Essais en mer
Des essais en mer ont été effectués dans la Baie d'Osaka entre le 20 juillet et le 1er août 1999, une première archéologique au Japon. Ils ont été exécutés sous la supervision de Nomoto Kensaku, professeur émérite à l'Université d'Osaka, et ont permis de confirmer des théories sur l'efficacité du mât unique et de la voile carrée,.